# دياني ميرفي
دياني ميرفي (بالإنجليزية: Diane Murphy)‏ هي ممثلة أمريكية، ولدت في 17 يونيو 1964 في إنسينو ‏ في الولايات المتحدة.

## أعمال

### مسلسلات
- بيويتشد

## وصلات خارجية
- دياني ميرفي على موقع IMDb (الإنجليزية)
- دياني ميرفي على موقع أول موفي (الإنجليزية)
- دياني ميرفي على موقع قاعدة بيانات الفيلم (الإنجليزية)